# Nemo Thomsen
Nemo Thomsen (5 de abril de 2004) es un futbolista groenlandés que actualmente juega en el Kolding IF y en la selección nacional de Groenlandia.

## Carrera

### Club
Thomsen es de Ilulissat, Groenlandia. Durante el Campeonato de fútbol de Groenlandia de 2018, anotó un triplete para Nagdlunguaq-48 a los catorce años, convirtiéndose en el goleador más joven del torneo.
En 2019 se mudó al sur de Jutlandia en Dinamarca en busca de más oportunidades futbolísticas. Poco después, comenzó a jugar para la academia de SønderjyskE mientras vivía con una familia anfitriona durante seis meses antes de mudarse a una vivienda para jugadores en Louisevej. Tras su traslado al Kolding IF, Thomsen hizo su debut con el equipo sub-17 el 1 de abril de 2021 en una victoria por 3-0 en la temporada de primavera contra el Næstved sub-17.
En febrero de 2023, Thomsen vio minutos para el equipo senior de Kolding como parte de un campo de entrenamiento realizado en Turquía. Kolding IF se enfrentó a clubes de Letonia, Dinamarca y Bosnia y Herzegovina durante el campamento.

### Internacional
Thomsen representó a Groenlandia en futsal en los Juegos Olímpicos de Invierno del Ártico de 2018 en los Territorios del Noroeste de Canadá. De cara a las semifinales, fue el máximo goleador de la categoría juvenil masculina en la competición con dieciocho goles. Terminó el torneo como máximo goleador con veintidós goles, más del doble de la cantidad anotada por cualquier otro jugador individual, cuando Groenlandia venció a Yamalo-Nenets en la final para ganar la medalla de oro.
Recibió su primera llamada a la selección de fútbol de Groenlandia del entrenador en jefe Morten Rutkjær en octubre de 2020. A los 16 años, era el jugador más joven en el plantel. En agosto de 2021, Rutkjær nombró a Thomsen en el equipo de 24 hombres que entrenaría y competiría contra varios clubes daneses en Dinamarca el mes siguiente. Thomsen fue uno de los dos jugadores con sede en Dinamarca en el equipo, junto con Adam Ejler de HB Køge.
Luego formó parte de la lista para el primer partido de Groenlandia contra una selección oficial después de comenzar el proceso de unirse a CONCACAF, un partido amistoso híbrido contra Kosovo sub-21 que se jugará en Turquía en septiembre de 2022. En el partido inaugural del campo de entrenamiento, Thomsen convirtió un penalti en el único gol de Groenlandia en la derrota por 1-6 ante Al-Kahrabaa de la Premier League iraquí.

## Vida personal
Thomsen es hijo del ex internacional groenlandés Niels Thomsen. Su hermano, Paluu, también juega en la academia de Kolding IF.